# Plebejus
Plebejus (лат.) — род дневных бабочек из семейства Голубянки (Lycaenidae).
Большинство видов обитает в Евразии. Несколько видов родом из Северной и Южной Америки.

## Описание
Глаза голые. Булава усиков состоит из 10 члеников. Половой диморфизм выражен у всех представителей рода: верхняя сторона крыльев самцов синего или синеватого цвета, самки бурого и сине-бурого цвета. В центральной ячейке с нижней стороны крыльев пятна отсутствуют. Большинство черных пятен субмаргинального ряда на исподе задних крыльев центрированы блестящими голубыми чешуйками, у представителей подрода Plebejides (Sauter, 1968) чешуйки заметны лишь в пятнах анальной половины крыла или отсутствуют вовсе.

## Систематика
В настоящее время не существует единого мнения о систематике рода. В. К. Тузов с соавторами относит многие подрода к самостоятельным родам. Ламас (англ. Gerardo Lamas) выделяет в отдельный род подрод Aricia, но присоединяет к Plebejus многие другие виды, а для американских бабочек Aricia относит к синонимам рода Plebejus. Не совсем ясно различие между родами Plebejus и Polyommatus, особенно для центральноазиатских таксонов, описанных в последнее время.

### Список видов
- - Plebejus baroghila (Tytler, 1926)
  - Plebejus eversmanni (Lang, 1884)
  - Plebejus firuskuhi (Forster, 1940)
  - Plebejus kwaja (Evans, 1932)
  - Plebejus aegidon (Gerhard, 1853)
  - Plebejus argus (Linnaeus, 1758)
  - Plebejus corsicus (Bellier, 1862)
  - Plebejus hypochiona (Rambur, 1858)
  - Plebejus anna (Edwards, 1861)
  - Plebejus agnatus (Rühl, 1895)
  - Plebejus argyrognomon (Bergstrasser, [1779])
  - Plebejus balder (Hemming, 1934)
  - Plebejus bellieri (Oberthür, 1910)
  - Plebejus calliopis (Boisduval, 1832)
  - Plebejus christophi (Staudinger, 1874)
  - Plebejus cleobis (Bremer, 1861)
  - Plebejus emigdionis (Grinnell, 1905)
  - Plebejus ganssuensis (Grum-Grshimailo, 1891)
  - Plebejus iburiensis (Butler, [1882])
  - Plebejus idas (Linnaeus, 1761)
  - Plebejus lepidus Zhdanko, 2000
  - Plebejus melissa (Edwards, 1873)
  - Plebejus maracandicus (Erschoff, 1874)
  - Plebejus mongolicus Rühl, [1893]
  - Plebejus nevadensis (Oberthür, 1910)
  - Plebejus nushibi Zhdanko, 2000
  - Plebejus pseudaegon (Butler, [1882])
  - Plebejus roxane (Grum-Grshimailo, 1887)
  - Plebejus samudra (Moore, [1875])
  - Plebejus subsolanus (Eversmann, 1851)
  - Plebejus uiguricus Zhdanko, 2000
  - Plebejus lucifera (Staudinger, 1867)
  - Plebejus thermis (Grum-Grshimailo, 1891)
  - Plebejus allardi (Oberthür, 1874)
  - Plebejus beani Bálint & Johnson, 1997
  - Plebejus hesperica (Rambur, 1840)
  - Plebejus klausrosei (Bálint, 1992)
  - Plebejus martini (Allard, 1867)
  - Plebejus nichollae (Elwes, 1901)
  - Plebejus patriarcha Bálint, 1992
  - Plebejus philbyi Graves, 1925
  - Plebejus pylaon (Fischer de Waldheim, 1832)
  - Plebejus sephirus (Frivaldszky, 1835)
  - Plebejus trappi Verity, 1927
  - Plebejus vogelii (Oberthür, 1920)
  - Plebejus zephyrinus (Christoph, 1884)
  - Plebejus devanica (Moore, [1875])
  - Plebejus sarta (Alphéraky, 1881)
  - Plebejus pilgram Bálint & Johnson, 1997
  - Plebejus sartoides (Swinhoe, 1910)
  - Plebejus carmon (Gerhard, [1851])
  - Plebejus csomai (Bálint, 1992)
  - Plebejus iranicus (Forster, 1938)
  - Plebejus psylorita (Freyer, 1845)
  - Plebejus zamotajlovi (Shchurov & Lukhtanov, 2001)
  - Plebejus acmon (Westwood, [1851])
  - Plebejus bergi Kusnezov, 1908
  - Plebejus callaghani (Carbonell & Naderi, 2007)
  - Plebejus dzhizaki Zhdanko, 2000
  - Plebejus eumedon Esper, 1780
  - Plebejus hishikawai (Yoshino, 2003)
  - Plebejus neurona (Skinner, 1902)
  - Plebejus nicias Meigen, 1830
  - Plebejus noah (Herz, 1900)
  - Plebejus optilete Knoch, 1781
  - Plebejus qinghaiensis (Murayama)
  - Plebejus shuroabadicus Shchetkin, 1963